# نیک براون
نیکولاس براون (انگلیسی: Nicholas Browne; ۱۷ دسامبر ۱۹۴۷ – ۱۴ ژانویهٔ ۲۰۱۴) معروف به نیک براوندیپلمات اهل بریتانیا بود.  او از سال ۱۹۹۹ تا ۲۰۰۲ سفیر در ایران و از سال ۲۰۰۳ تا ۲۰۰۶ سفیر انگلیس در دانمارک بود.

## تولد و تحصیلات
براون در ۱۷ دسامبر ۱۹۴۷ در وست مالینگ، کنت به دنیا آمد. او سومین پسر از چهار پسر گوردون براون، افسر ارتش بریتانیا در جنگ جهانی دوم و عضو سرویس‌های اطلاعاتی بریتانیا بود. وی در کالج چلتنهام، یک مدرسه دولتی در چلتنهام، گلوسس ترشایر تحصیل کرد. او یک بورسیه آزاد برای تحصیل در رشته تاریخ در دانشگاه کالج آکسفورد دریافت کرد. و در آنجا به تحصیل مشغول شد.

## فعالیت‌های حرفه ای
نیکولاس براون در سال ۱۹۶۹، پس از فارغ‌التحصیلی از دانشگاه، به وزارت امور خارجه پیوست. اولین مأموریت او در ایران از سال ۱۹۷۱ تا ۱۹۷۴ به عنوان دبیر سوم در تهران بود. سپس وی به برای مدت ۴ سال به اداره هیئت دولت بریتانیا منتقل شد و پس از انقلاب ایران در سال ۱۹۷۹، دیوید اوون، وزیر امور خارجه وقت، از او خواست تا ریاست تحقیقاتی را بر عهده بگیرد که چرا وزارت امور خارجه و کشورهای مشترک المنافع نتوانسته سقوط شاه را پیش‌بینی کند. بروان در اوایل سال ۱۹۸۰، او به عنوان دبیر اول و رئیس هیئت انگلیسی به رودزیای جنوبی اعزام شد. او در جشن‌هایی شرکت کرد که شاهد انتقال کشور از رودزیای جنوبی به زیمبابوه در ۱۷ و ۱۸ آوریل ۱۹۸۰ بود. بعد از آن از سال ۱۹۸۴ تا ۱۹۸۹ به عنوان دبیر اول سفارت بریتانیا در جامعه اقتصادی اروپا خدمت کرد. در سال ۱۳۶۸ به عنوان کاردار ایران در تهران منصوب شد. با این حال، سه هفته پس از آغاز به کار پس از آن، روابط دیپلماتیک بین بریتانیا و ایران به دلیل ماجرای سلمان رشدی قطع شد. بروان در بین سال ۱۹۹۰ تا ۱۹۹۴، به ایالات متحده اعزام شد. ابتدا در واشینگتن دی سی به عنوان مشاور مطبوعات و روابط عمومی و سپس در نیویورک به عنوان رئیس نمایندگی سرویس اطلاعات بریتانیا فعالیت کرد. او سال‌های ۱۹۹۴ تا ۱۹۹۷، رئیس بخش خاورمیانه، در دفتر امور خارجه بود.

## سفارت ایران
در سال ۱۳۷۶ به عنوان کاردار به ایران اعزام شد. او در سال ۱۹۹۹ به سمت سفیر ارتقا یافت و بر سفر جک استراو وزیر امور خارجه وقت به تهران در اواخر سپتامبر ۲۰۰۱ نظارت داشت که اولین سفر یک وزیر ارشد دولت بریتانیا به این کشور از زمان انقلاب ۱۹۷۹ بود.

## سفارت دانمارک
او از سال ۲۰۰۳ تا ۲۰۰۶ به عنوان سفیر در دانمارک خدمت کرد. ولی به دلیل ابتلا به بیماری پارکینسون در سال ۲۰۰۶ بازنشسته شد.
==دریافت نشان
در سال ۱۹۹۹ در مراسم افتخارات تولد ملکه، او به پاس کارهایش در ایران به نشان سنت مایکل و سنت جورج (CMG - از نوع درجه دوم) منصوب شد. و در سال ۲۰۰۲ نیز نشان امپراتوری بریتانیا را دریافت کرد.

## ملاقات با محمدجواد لاریجانی
در اواخر سال ۱۳۷۵ و در آستانهٔ هفتمین انتخابات ریاست جمهوری ایران، نیکلاس براون که از وی با عنوان «رئیس میز ایران در وزارت خارجه انگلیس» نیز یاد می‌شود و در آن هنگام معاون وزیر خارجهٔ انگلیس بود، با محمدجواد لاریجانی که به لندن سفر کرده بود، در محل سفارت جمهوی اسلامی در لندن دیدار و به مذاکره پرداخت. انتشار بخش‌هایی از این مذاکرات محرمانه از سوی روزنامه سلام به آبروریزی بزرگی برای هواداران ناطق نوری و شخص محمدجواد لاریجانی در ایران منجر شد.

## درگذشت
او در ۱۳ ژانویه ۲۰۱۴ در سامرست در سن ۶۶ سالگی درگذشت.